# Buhuși
Buhusi là một thị xã thuộc hạt Bacău, România. Dân số thời điểm năm 2002 là 18980 người.